# فتح‌الله فزونی
میرزا فتح‌الله خان حاجی‌زاده کلهر (درگذشته اردیبهشت ۱۳۱۶) ملقب به نصیر دیوان که نام خانوادگی فزونی برگزید، از خوانین ایل کلهر و نماینده مجلس شورای ملی در دوره قاجار و پهلوی بود.
فتح‌الله خان از نوادگان منوچهرخان بیگلربیگی، ایلخان کلهر در دوره صفویه بود. پدرش حاج محمدصالح خان مویدالوزاره، نخستین نماینده کرمانشاهان در مجلس شورای ملی پس از روی کار آمدن نظام مشروطه در سال ۱۲۸۵ خورشیدی بود. خودش نیز در سال ۱۳۰۴ به نمایندگی کرمانشاهان به دوره چهارم مجلس شورای ملی راه یافت. در دوران پادشاهی رضاشاه نیز در سال ۱۳۰۹ از کرمانشاه به دوره هشتم مجلس شورای ملی رفت و کرسی نمایندگی خود را تا پایان عمر در دوره دهم حفظ کرد.
فتح‌الله خان در دوران نمایندگی عمدتاً در کمیسیون مالیه مجلس فعال بود. او از نیمه بهمن ۱۳۱۵ به دلیل بیماری دیگر نتوانست در مجلس حاضر شود و کمتر از سه ماه بعد درگذشت.
تعداد ۶ روستا از روستاهای شهرستان صحنه در استان کرمانشاه به میزان یک دانگ و یک ششم دانگ توسط فتح‌الله خان فزونی با نیت تعزیه سید الشهداء وقف شده‌است.